# Eleição municipal de Santana (Amapá) em 2016
A eleição municipal da cidade brasileira de Santana em 2016 foi realizada para eleger um prefeito, um vice-prefeito e 15 vereadores no município de Santana, no estado brasileiro do Amapá. Foram eleitos e para os cargos de prefeito(a) e vice-prefeito(a), respectivamente.
Seguindo a Constituição, os candidatos são eleitos para um mandato de quatro anos a se iniciar em 1º de janeiro de 2017. A decisão para os cargos da administração municipal, segundo o Tribunal Superior Eleitoral, contou com 73.096 eleitores aptos e 8.402 abstenções, de forma que 11,49% do eleitorado não compareceu às urnas naquele turno.

## Candidatos
|  | Nº | Candidato(a) a prefeito | Candidato(a) a prefeito                                 | Candidato(a) a vice-prefeito | Candidato(a) a vice-prefeito                                 | Coligação |
|  | -- | ----------------------- | ------------------------------------------------------- | ---------------------------- | ------------------------------------------------------------ | --- |
|  | 13 |                         | Isabel Nogueira (PT) Maria Isabel Nogueira de Sousa     |                              | Luany Favacho (PROS) Luany Crysty Ferreira Favacho Santos    | Pra Reconstruir Santana - Partido dos Trabalhadores (PT) - Partido Republicano da Ordem Social (PROS) - Partido Democrático Trabalhista (PDT) - Partido do Movimento Democrático Brasileiro (PMDB)                                                                                   |
|  | 22 |                         | Robson Rocha (PR) Robson Santana Rocha Freires          |                              | Ronildo Nobre (PPS) Ronildo dos Santos Nobre                 | Sempre Por Santana - Partido da República (PR) - Partido Popular Socialista (PPS) - Partido Progressista (PP) - Partido Social Liberal (PSL) - Partido Humanista da Solidariedade (PHS)                                                                                              |
|  | 25 |                         | Zilma Corrêa (DEM) Zilma Corrêa Balieiro dos Santos     |                              | Lacimir Andrade (PEN) Lacimir de Freitas Andrade             | Competência e Força para Santana Mudar - Democratas (DEM) - Partido Ecológico Nacional (PEN) - Partido Social Democrático (PSD) - Partido Trabalhista do Brasil (PTdoB) - Partido da Social Democracia Brasileira (PSDB) - Partido Social Cristão (PSC) - Partido Pátria Livre (PPL) |
|  | 27 |                         | Ofirney Sadala (PSDC) Ofirney da Conceição Sadala       |                              | Neném do Frango (PV) Francisco Rozivaldo Ribeiro de Oliveira | Justiça Por Santana - Partido Social Democrata Cristão (PSDC) - Partido Verde (PV) - Partido Republicano Brasileiro (PRB) - Partido Trabalhista Brasileiro (PTB) - Partido da Mulher Brasileira (PMB) - Partido Trabalhista Cristão (PTC) - Partido Republicano Progressista (PRP)   |
|  | 28 |                         | Elias Real (PRTB) Elias Real da Silva                   |                              | Carmen Cardoso (PRTB) Carmen Keila Cardoso de Almeida        | Administra Santana - Partido Renovador Trabalhista Brasileiro (PRTB) - Partido Socialismo e Liberdade (PSOL) |
|  | 65 |                         | Marcivânia (PCdoB) Marcivânia do Socorro da Rocha Flexa |                              | Richard Madureira (REDE) Richard Madureira da Silva          | Pra Renovar a Esperança - Partido Comunista do Brasil (PCdoB) - Rede Sustentabilidade (REDE) - Partido Socialista Brasileiro (PSB) - Partido Trabalhista Nacional (PTN) - Solidariedade (SD) - Partido da Mobilização Nacional (PMN)                                                 |

## Resultados

### Eleição municipal de Santana em 2016 para Prefeito
A eleição para prefeito contou com 6 candidatos em 2016: Elias Real da Silva do Partido Renovador Trabalhista Brasileiro, Zilma Correa Balieiro dos Santos do Democratas (Brasil), Ofirney da Conceição Sadala do Democracia Cristã (Brasil), Maria Isabel Nogueira de Sousa do Partido dos Trabalhadores, Marcivânia do Socorro da Rocha Flexa do Partido Comunista do Brasil, Robson Santana Rocha Freires do Partido da República que obtiveram, respectivamente, 1.244, 9.730, 16.542, 6.875, 13.936, 12.971 votos. O Tribunal Superior Eleitoral também contabilizou 11.49% de abstenções nesse turno. 
| Ofirney Sadala (PSDC)   | Neném do Frango (PV)     | 16.542 | 26,99%  |
| Marcivânia (PCdoB)      | Richard Madureira (REDE) | 13.936 | 22,73%  |
| Robson Rocha (PR)       | Ronildo Nobre (PPS)      | 12.971 | 21,16%  |
| Zilma Corrêa (DEM)      | Lacimir Andrade (PEN)    | 9.730  | 15,87%  |
| Isabel Nogueira (PT)    | Luany Favacho (PROS)     | 6.875  | 11,22%  |
| Elias Real (PRTB)       | Carmen Cardoso (PRTB)    | 1.244  | 2,03%   |
| Total de votos válidos  | Total de votos válidos   | 61.298 | 100,00% |
| Votos apurados          |                          |        |         |
| Votos válidos           | Votos válidos            | 61.298 | 94,75%  |
| Votos em branco         | Votos em branco          | 860    | 1,33%   |
| Votos nulos             | Votos nulos              | 2.536  | 3,92%   |
| Total de votos apurados | Total de votos apurados  | 64.694 | 100,00% |
| Eleitores               |                          |        |         |
| Comparecimento          | Comparecimento           | 64.694 | 88,51%  |
| Abstenções              | Abstenções               | 8.402  | 11,49%  |
| Total de eleitores      | Total de eleitores       | 73.096 | 100,00% |
| Total de seções: 231    |                          |        |         |

### Eleição municipal de Santana em 2016 para Vereador
Na decisão para o cargo de vereador na eleição municipal de 2016, foram eleitos 15 vereadores com um total de 62 742 votos válidos. O Tribunal Superior Eleitoral contabilizou 818 votos em branco e 1 134 votos nulos. De um total de 73 096 eleitores aptos, 8 402 (11.49%) não compareceram às urnas .
| Nome                                 | Partido político                       | Coligação                                       | Votos recebidos | Percentual |
| ------------------------------------ | -------------------------------------- | ----------------------------------------------- | --------------- | ---------- |
| Rarison Richar Santiago Pinto        | Partido Republicano Progressista (PRP) | Renova Santana                                  | 1.889           | 3,01%      |
| Jailson Correa Simplício             | Partido da República (PR)              | Por Santana                                     | 1.648           | 2,63%      |
| Josivaldo Santos Abrantes            | Partido Democrático Trabalhista (PDT)  | Partido Democrático Trabalhista (sem coligação) | 1.467           | 2,34%      |
| Robson Roger Cordeiro Coutinho       | Partido da República (PR)              | Por Santana                                     | 1.439           | 2,29%      |
| Katiane Pereira Lima                 | Podemos (PODE)                         | Coragem pra Mudar                               | 1.341           | 2,14%      |
| Claudomiro de Moraes Guedes          | Partido Social Liberal (PSL)           | Santana Melhor                                  | 1.251           | 1,99%      |
| Anderson Ricardo de Almeida Feio     | Democratas (DEM)                       | Competencia e Força Para Santana Mudar          | 1208            | 1,93%      |
| Marco Aurelio Sousa dos Santos       | Partido Social Democrático (PSD)       | Competencia e Força Para Santana Mudar          | 1.140           | 1,82%      |
| Antonia do Socorro Nogueira de Souza | Partido dos Trabalhadores (PT)         | Juntos na Reconstrução de Santana               | 1.116           | 1,78%      |
| Fabiano Leandro Oliveira             | Partido da República (PR)              | Por Santana                                     | 1.050           | 1,67%      |
| Ângelo Nascimento dos Santos         | Partido Comunista do Brasil (PCdoB)    | Pra Renovar a Esperança por Santana             | 977             | 1,56%      |
| Francisco do Carmo Souza de Oliveira | Partido Republicano Progressista (PRP) | Renova Santana                                  | 882             | 1,41%      |
| Helena Pereira de Lima               | Partido Republicano Progressista (PRP) | Renova Santana                                  | 852             | 1,36%      |
| José Vicente da Silva Marques        | Democracia Cristã (DC)                 | Santana por Mais Justiça                        | 821             | 1,31%      |
| Genival Marreiros de Oliveira        | Partido da Mulher Brasileira (PMB)     | Santana por Mais Justiça                        | 770             | 1,23%      |